# پشتکوه (بندرعباس)
پشتکوه، روستایی در دهستان شمیل بخش شمیل شهرستان بندرعباس در استان هرمزگان ایران است.

## جمعیت
بر پایه سرشماری عمومی نفوس و مسکن در سال ۱۳۹۵، جمعیت این روستا برابر با ۵۶۶ نفر (۱۶۷ خانوار) بوده‌است.